# Paulay Ede utca

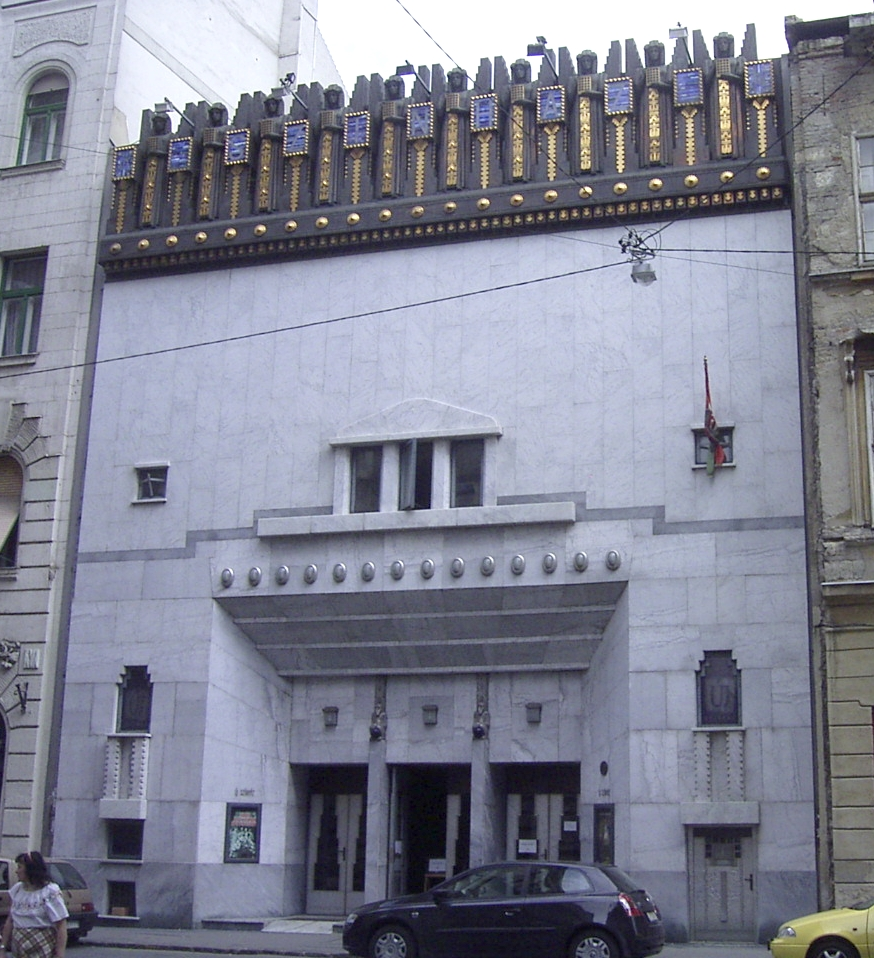
Az Új Színház épülete

A Paulay Ede utca Budapest VI. kerületében (a Terézvárosban) található. A Liszt Ferenc teret köti össze a Bajcsy-Zsilinszky úttal.
A Nagymező utca és a Teréz körút közötti szakasza az Andrássy út és történelmi környezete világörökségi terület része, a többi pedig a terület határa.

## Története
Két közterületből alakították ki 1925-ben.
Az első szakasz, a Bajcsy-Zsilinszky út 9. és a Hajós utca között, az 1760-as években a Krall Gasse, 1786-ban Zwei Mohren (Két Szerecsen utca), majd 1874-től a Szerecsen utca nevet viselte.
A másik szakasz, a Hajós utca és Liszt Ferenc tér 2. között, 1770-től a Kéményseprő utca (Rauchfangkehrer Strasse) nevet viselte. (Mindkét szakasz nevét 1850-ben magyarosították.)

## Nevezetes épületek

### Paulay Ede utca 14.
A 14. sz. alatti háromemeletes épületet eredetileg kétemeletesként építette Diescher József 1845-ben.

### Paulay Ede utca 33.
Kétemeletes klasszicista lakóház, amely eredetileg egyemeletesként épült 1833-ban Pollack Mihály tervei alapján. A második emeletet 1860-ban építette rá Wieser Ferenc. Homlokzata 4-5-4 ablaktengelyes.

### Paulay Ede utca 35.
A 35. sz. alatti art deco stílusú színházépület 1994 óta az Új Színház épülete.
Lajta Béla tervezte az épületet, teljesen zárt homlokzattal, fölötte magyaros rajzú, vörösrézlemez borítású pártázatos koronával. Az eredetileg a Parisiana mulató céljára készült épületet 1919-ben alakították át színházépületté. Számos néven működött itt színház, a Revü Színháztól a Blaha Lujza Színházon át a Thalia Színházig.
Az épület eredeti megjelenésének visszaállításár célozta az 1990-es rekonstrukció.

### Paulay Ede utca 37.
A 37. sz. alatti lakóház 1902-ben épült, Heidelberg Sándor és Jónás Dávid műve.

### Paulay Ede utca 45.
A 45. sz. alatti épületet ifj. Nagy István tervei alapján építették 1906-ban, eredetileg A Hermann nyomda és lakóház céljaira.

### Paulay Ede utca 57.
Az 57. sz. alatti Deutsch-ház 1912-ben épült, Széll Imre tervei alapján.